# Screaming Females
Screaming Females is een Amerikaanse rockband afkomstig uit New Brunswick, New Jersey.  De band werd opgericht in 2005 en bestaat uit gitarist en zanger Marissa Paternoster, drummer Jarrett Dougherty en bassist King Mike. Screaming Females heeft tot op heden zeven studioalbums, een livealbum, een verzamelalbum en een reeks singles en ep's uitgegeven. De band speelt sinds 2009 bij het platenlabel Don Giovanni Records.

## Geschiedenis
Mike en Marissa richtten, terwijl ze nog op de middelbare school zaten, de band Surgery on TV op. Na enkele veranderingen in de formatie werd de naam veranderd naar Screaming Females en besloot de band door te gaan als een trio. De band begon zijn carrière in de muziekscene in New Brunswick, waar de band shows speelde bij vrienden, studenten en andere bands, zodat ook mensen jonger dan 21 konden komen. De band kreeg na verloopt van tijd meer bekendheid in de mainstream en muziek van de band werd onder andere door grote media zoals NPR en MTV uitgezonden.

## Leden
- Marissa Paternoster - zang, gitaar
- Jarrett Dougherty - drums
- King Mike - basgitaar

## Discografie
| Jaar | Titel                                   | Soort         | Label                             |
| ---- | --------------------------------------- | ------------- | --------------------------------- |
| 2006 | Baby Teeth                              | studioalbum   | eigen beheer/Don Giovanni Records |
| 2007 | What if Someone is Watching Their T.V.? | studioalbum   | eigen beheer/Don Giovanni Records |
| 2009 | Power Move                              | studioalbum   | Don Giovanni Records              |
| 2010 | Castle Talk                             | studioalbum   | Don Giovanni Records              |
| 2010 | Singles                                 | verzamelalbum | Don Giovanni Records              |
| 2012 | Ugly                                    | studioalbum   | Don Giovanni Records              |
| 2014 | Live at the Hideout                     | livealbum     | Don Giovanni Records              |
| 2015 | Rose Mountain                           | studioalbum   | Don Giovanni Records              |
| 2018 | All At Once                             | studioalbum   | Don Giovanni Records              |